# Hardy Göransson
Hardy Paul Göransson (i riksdagen kallad Göransson i Stockholm), född 27 juni 1894 i Augerum, död 16 februari 1969 i Stockholm, var en svensk ämbetsman och politiker (folkpartist). Han var svåger till riksdagsmannen Lars-Olof Skantze.
Hardy Göransson, som var son till läraren Göran Göransson och hans hustru Anna, blev filosofie kandidat vid Lunds universitet 1917. Han började tidigt arbeta med ungdomsvårds- och kriminalvårdsfrågor och var lärare vid Venngarns uppfostringsanstalt 1920-1924 och föreståndare vid Skrubba skyddshem 1924-1925. Han var därefter direktör för Venngarns alkoholistanstalt 1925-1936 och slutligen chef och överdirektör för Fångvårdsstyrelsen 1936-1960. Göransson anlitades sommaren 1950 som ombud av Nils Quensel gällande en gammal polisutredning som blivit en del av Kejneaffären. Det var huvudsakligen denna kontakt som ledde till Quensels avgång då den i pressen framställdes så att Quensel anlitat Göransson för att tysta Kejne.
Göransson var riksdagsledamot i första kammaren 1948-1955 för Blekinge läns och Kristianstads läns valkrets. I riksdagen var han suppleant i första lagutskottet. Han engagerade sig särskilt i rättsfrågor och var också flitigt anlitad i olika statliga utredningar.

## Utmärkelser
- Kommendör med stora korset av Nordstjärneorden, 5 juni 1960.[5]